# Straßenbahn Antwerpen
Die Straßenbahn Antwerpen verkehrt seit 1902 als elektrische Straßenbahn in der belgischen Stadt Antwerpen. Neben Brüssel, Charleroi, Gent, Lüttich und Ostende ist Antwerpen eines von sechs belgischen Straßenbahnsystemen. Das Netz umfasst zwölf Linien, die sieben Stadtbezirke und drei Nachbargemeinden bedienen. Seit 1991 wird die Straßenbahn vom flämischen Verkehrsunternehmen De Lijn betrieben. Von 1929 bis 1964 ergänzte außerdem der Oberleitungsbus Antwerpen die Straßenbahn.

## Geschichte
Die Geschichte der Straßenbahn Antwerpen beginnt am 25. Mai 1873 mit der Eröffnung der ersten Pferdebahnlinie. Die ersten elektrischen Straßenbahnen im Linienbetrieb verkehrten am 2. September 1902. In der ersten Hälfte des 20. Jahrhunderts war das Antwerpener Straßenbahnnetz deutlich umfangreicher als heute, so verkehrte die Linie 1 entlang der Straße De Leien vom Noorderplaats zum damaligen Südbahnhof. Allmählich wurden zahlreiche Straßenbahnlinien stillgelegt und auf Omnibusbetrieb umgestellt. Bis 1990 wurde die Straßenbahn Antwerpen durch die Maatschappij voor het Intercommunaal Vervoer te Antwerpen (deutsch: Gesellschaft für den interkommunalen Verkehr in Antwerpen, MIVA) betrieben. Am 1. Januar 1991 wurde die MIVA zusammen mit der Genter MIVG und dem flämischen Teil der NMVB zum flämischen Verkehrsunternehmen De Lijn (deutsch: Die Linie) fusioniert. Im Jahr 1996 wurde die erste Tunnelstrecke, der Premetro-Abschnitt Hauptbahnhof ↔ Sportpaleis, eröffnet.

### Die ersten Linien (1913)

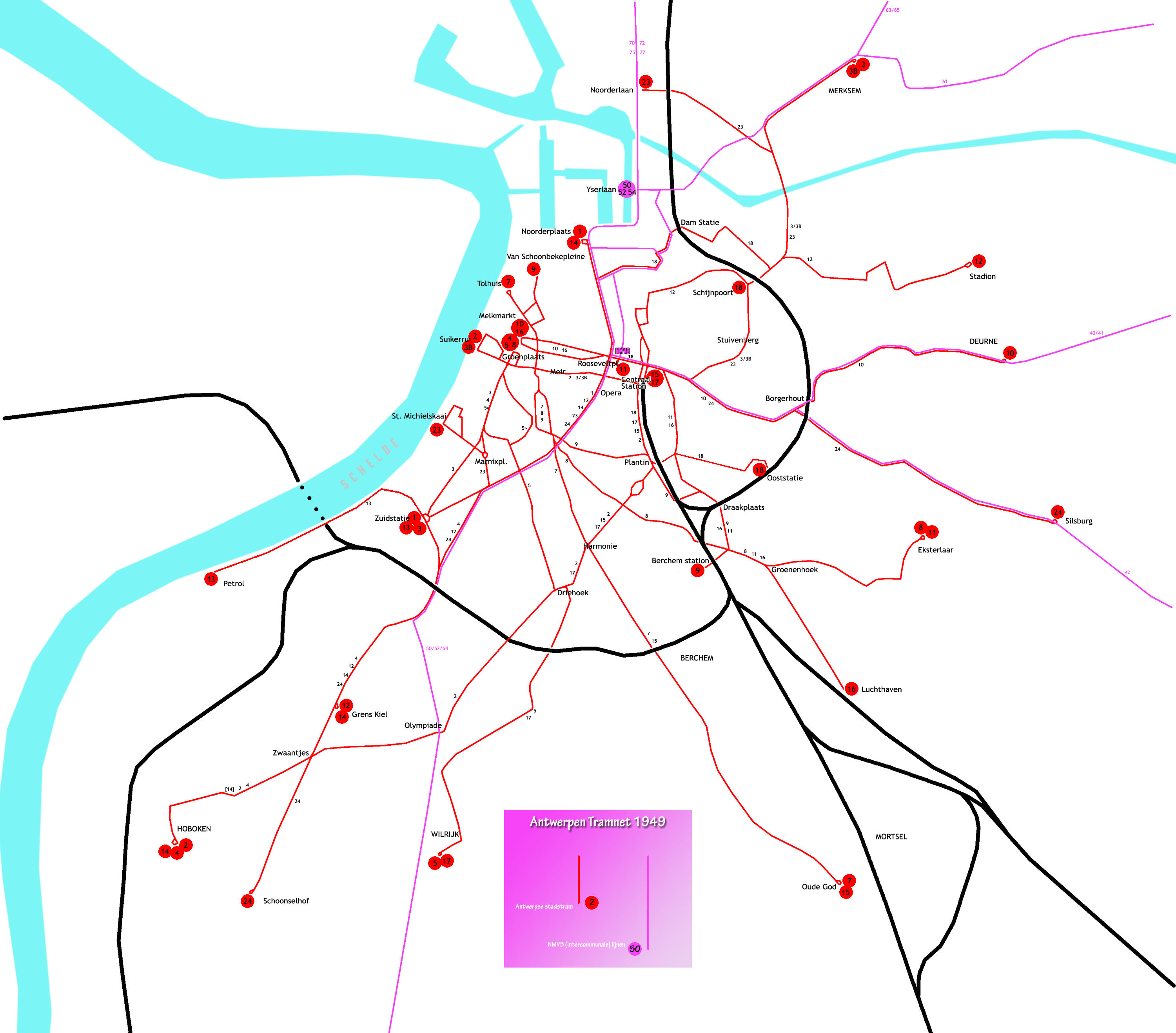
Antwerpener Straßenbahnnetz 1949

Im Jahr 1913 waren die meisten der heute bestehenden Linien in Betrieb, wenn auch zum Teil in leicht unterschiedlicher Linienführung. Eine Karte aus diesem Jahr nennt die folgenden Linien:
| Linie | Linienweg 1913                                                 | davon noch in Betrieb (2011)                                         |
| ----- | -------------------------------------------------------------- | -------------------------------------------------------------------- |
| 1     | Entrepot – Bank – Zuidstatie                                   | stillgelegt                                                          |
| 2     | Werf – Statie – Van Rijswijcklaan                              | Groenplaats - Belgiëlei – Van Rijswijcklaan                          |
| 3     | Zuidstation – Groenplaats – Statie – Schijnpoort (3/: Merksem) | ersetzt durch die Premetro und Linie 8 (Bolivarplaats - Groenplaats) |
| 4     | Groenplaats – Brederodestraat – Kiel (4/: Hoboken)             | noch vollständig in Betrieb                                          |
| 5     | Groenplaats – Lozanastraat – Dikke mee (5/: Wilrijk)           | stillgelegt                                                          |
| 6     | Pothoek – Werf – Zuidstation                                   | stillgelegt (wurde zunächst auf O-Bus umgestellt)                    |
| 7     | Tolhuis – Bank – Berchem (7/: Oude God)                        | noch vollständig in Betrieb                                          |
| 8     | Meir – Bank – Borsbeekpoort (8/: Gitschotel)                   | noch vollständig in Betrieb                                          |
| 9     | Van Schoonbekeplein – Park – Berchem Statie                    | stillgelegt                                                          |
| 10    | Melkmarkt – Statie – Zoo – Borgerhout (10/: Deurne)            | noch vollständig in Betrieb                                          |
| 11    | Melkmarkt – Statie – Zoo – Dageraadplaats                      | noch vollständig in Betrieb                                          |
| 12    | Statie Waas – Justitiepaleis                                   | stillgelegt                                                          |
| 13    | Zuid – Pyrotechnie – Petrooltanks                              | stillgelegt                                                          |

Im Gegensatz zu späteren Gepflogenheiten hatten die sogenannten gestrichene Linien längere Fahrwege als ihre jeweiligen Stammlinien.

### Überlandbahnen
Die Überlandbahnen der Provinz Antwerpen haben seit der Umspurung auf Meterspur im Jahr 1920 die gleiche Spurweite wie die Straßenbahnen. Deshalb haben die Überlandbahnen auf einigen Strecken auch die Gleise der Straßenbahn mit genutzt. Seit 1935 fuhren Überlandbahnen bis zum Rooseveltplaats durch. Unter anderem auf den Straßen De Leien und Turnhoutsebaan fuhren auch Überlandstraßenbahnen. Bei der späteren Verlängerung der Linie 3 nach Keizershoek wurde der straßenmittige Gleiskörper einer ehemaligen Überlandstraßenbahnstrecke wieder genutzt.

## Premetro
Antwerpen hatte zu Beginn der 1970er Jahre weitreichende Pläne zum Bau eines U-Bahn-Systems. Als erstes wurde ein U-Bahn-Tunnel zwischen den Haltestellen Groenplaats und Plantin mit den unterirdischen Bahnhöfen Meir, Opera und Diamant am 25. Mai 1975 eröffnet. Zunächst mussten Straßenbahnen in den Tunneln verkehren, später sollten Tunnel und Bahnhöfe wie in Brüssel für den Einsatz von Voll-U-Bahnen umgebaut werden. Diese Pläne für den U-Bahn-Betrieb wurden aufgegeben, aber es wurden weitere Straßenbahntunnel mit kleineren Bahnhöfen gebohrt. Die Tunnel unter der Turnhoutsebaan und der Kerkstraat blieben im Rohbau und werden nicht genutzt. Später wurde der Tunnel von Diamant nach Schijnpoort und Sport gebaut und für die Straßenbahnlinien 3, 5 und 6 in Betrieb genommen.
Der große Durchbruch für den unterirdischen Schienenverkehr kam mit der Verlängerung des Tunnels unter der Schelde hindurch zum Stadtteil Linkeroever. Viele Besucher der Antwerpener Innenstadt parken ihre Autos auf großen Parkplätzen am linken Schelde-Ufer und fahren mit der Straßenbahn in die Innenstadt.

## Entwicklungen seit dem Jahr 2000

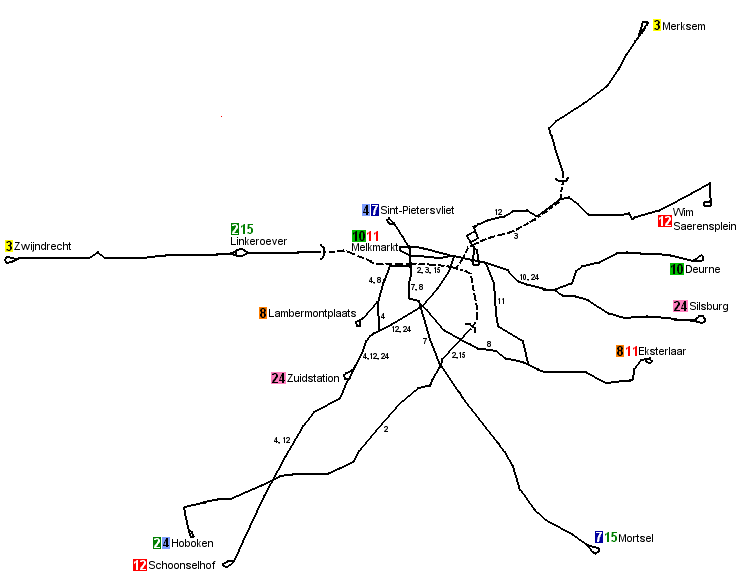
Antwerpener Straßenbahnnetz 2005

Die Linie 3 wurde im Jahr 2002 zweimal verlängert. Am 16. Februar 2002 wurde die 4,3 Kilometer lange Strecke zwischen Antwerpen-Linkeroever und Zwijndrecht-Melsele eröffnet. Am 1. September 2002 wurde die Linie 3 nochmals um 1,6 Kilometer von Merksem nach Keizershoek verlängert. An beiden Endstellen wurden große kostenlose Parkplätze angelegt (Park+Ride).
Am 4. März 2006 wurde eine neue Straßenbahnlinie eröffnet: Linie 5. Diese verkehrt zwischen dem Wim Saerensplein in Deurne und dem Katwilgweg in Linkeroever. Auf der Strecke zwischen Sportpaleis und Linkeroever benutzt die neue Linie den Premetro-Tunnel. Hiermit besaß Antwerpen seit dem Jahr 2006 elf Straßenbahnlinien, von denen vier durch den Tunnel verkehrten.
Dies hatte auch Auswirkungen auf die Straßenbahnlinien 12 und 24. Die Linie 12 wurde verkürzt auf die Strecke zwischen Sportpaleis und der Wendeschleife Montignystraat (Südbahnhof), die frühere Endstelle der Linie 24. Die Linie 24 übernahm die Strecke zum Schoonselhof in Hoboken von der Linie 12.
Am 29. April 2006 wurde eine neue Strecke über die Amerikalei zur neuen Endstelle Bolivarplaats eröffnet, die sich am neuen Gerichtsgebäude befindet. Diese Endstelle wurde von der Linie 12 Sportpaleis ↔ Bolivarplaats bedient. Hierbei handelt es sich nicht um eine völlig neue Trasse: bis in das Jahr 1965 wurde sie von den Linien 1 und 3 bedient, damals befand sich jedoch der Südbahnhof an dieser Stelle.
Am 2. Mai 2007 wurde auch die Linie 8 zum Justizpalast am Bolivarplaats verlängert.
Am 27. Oktober 2007 wurde das Netz um die Linie 6 zwischen Luchtbal (Metropolis) und Kiel (Olympia-Hafen) erweitert. Neue Infrastruktur war für diese Linie nicht erforderlich, da sie fast vollständig parallel zu anderen Straßenbahnlinien verläuft. Lediglich die Strecke über die Groenendaallaan war ursprünglich eine Betriebsstrecke für Ein- und Ausrückfahrten zum Depot Punt aan de Lijn. Die Linie 6 verkehrt zwischen den Bahnhöfen Sport und Plantin durch den Premetro-Tunnel.
Seit dem 15. Mai 2009 verkehrt die Linie 8 über die Dascottelei und die Herentalsebaan nach Deurne Silsburg und ist somit bis zur Endstelle der Linie 24 verlängert worden.
Am 14. April 2012 wurde die Verlängerung nach Wijnegem in Betrieb genommen. Auf dieser Strecke verkehren die Linien 5 und 10.
Am 2. Mai 2012 wurde der Straßenbahnverkehr in der Nationalestraat unterbrochen. Dabei wurden die Linien 4 und 8 gekürzt.
Am Montag, den 13. August 2012 wurde die Verlängerung der Linie 15 über Mortsel hinaus nach Boechout in Betrieb genommen.

### Liniennetz vor dem 31. August 2012
| Linie | Linienweg                                                | Länge   | Fahrzeit* | mittlere Geschwindigkeit* | Fahrgäste* (2000) | Fahrgäste* (2005) | Fahrgäste** (2010) |
| ----- | -------------------------------------------------------- | ------- | --------- | ------------------------- | ----------------- | ----------------- | ------------------ |
| 2     | Linkeroever (P&R) ↔ Hoboken (Kioskplaats)                | 12,4 km | 38 min    | 20 km/h                   | 6,07 Mio.         | 10,27 Mio.        | 12,8 Mio.          |
| 3     | Zwijndrecht (Melsele Krijgsbaan) ↔ Merksem (Keizershoek) | 14,5 km | 40 min    | 22 km/h                   | 4,59 Mio.         | 23,9 Mio.         | 31,4 Mio.          |
| 4     | Sint Pietersvliet ↔ Hoboken (Kioskplaats)                | 7,6 km  | 31 min    | 15 km/h                   | 2,23 Mio.         | 3,89 Mio.         | 4,7 Mio.           |
| 5     | Wijnegem ↔ Linkeroever (P&R)                             | 13,5 km | 37 min    | 26 km/h                   | n. v.             | n. v.             | 9,8 Mio. ***       |
| 6     | Metropolis ↔ Olympiade                                   | 9,7 km  | 35 min    | 17 km/h                   | n. v.             | n. v.             | 6,3 Mio. ***       |
| 7     | Sint Pietersvliet ↔ Mortsel (Gemeenteplein)              | 7,7 km  | 28 min    | 17 km/h                   | 2,56 Mio.         | 4,3 Mio.          | 6,5 Mio.           |
| 8     | Bolivarplaats ↔ Deurne (Silsburg)                        | 7,6 km  | 31 min    | 15 km/h                   | 3,01 Mio.         | 5,89 Mio.         | 8,9 Mio. ***       |
| 10    | Melkmarkt ↔ Wijnegem                                     | 8,7 km  | 30 min    | 17 km/h                   | 2,78 Mio.         | 4,32 Mio.         | 5,1 Mio.           |
| 11    | Melkmarkt ↔ Deurne (Eksterlaar)                          | 6,1 km  | 27 min    | 14 km/h                   | 2,74 Mio.         | 4,25 Mio.         | 5,3 Mio.           |
| 12    | Sportpaleis ↔ Bolivarplaats                              | 5,8 km  | 26 min    | 13 km/h                   | 4,71 Mio.         | 7,79 Mio.         | 4,2 Mio. ***       |
| 15    | Linkeroever (P&R) ↔ Mortsel (Gemeenteplein)              | 11 km   | 33 min    | 20 km/h                   | 5,39 Mio.         | 9,68 Mio.         | 13,1 Mio.          |
| 24    | Hoboken (Schoonselhof) ↔ Deurne (Silsburg)               | 12 km   | 50 min    | 15 km/h                   | 3,52 Mio.         | 5,53 Mio.         | 11,9 Mio. ***      |

*** = kein direkter Vergleich möglich, da Linienänderung gegenüber den Zahlen von 2005
Die Straßenbahn Antwerpen beförderte im Jahr 2010 120 Millionen Fahrgäste (von 547 Millionen in Flandern und 208 Millionen in der Provinz Antwerpen).

## Liniennetz seit dem 1. September 2012
Am Samstag, den 1. September 2012 wurden verschiedene Straßenbahnlinien modifiziert, vereinigt oder aufgelassen. Dabei wurde eine neue Linie 9 eingeführt.
Am 4. Februar 2013 wurden die schon seit dem 1. September 2012 unter der gleichen Liniennummer verkehrenden Linien 4 Süd (Hoboken – Marnixplaats) und 4 Ost (Groenplaats – Silsburg) zu einer langen Linie (Hoboken – Silsburg) vereinigt.
| Linie | Linienweg                                                    | Länge   | Fahrzeit* | mittlere Geschwindigkeit* |
| ----- | ------------------------------------------------------------ | ------- | --------- | ------------------------- |
| 2     | Merksem (Keizershoek P&R) ↔ Hoboken (Kioskplaats)            | 14,2 km | 48 min    | 18 km/h                   |
| 3     | Zwijndrecht (Melsele Krijgsbaan) ↔ Merksem (Keizershoek P&R) | 14,2 km | 38 min    | 22 km/h                   |
| 4     | Hoboken (Kioskplaats) ↔ Silsburg                             | 14,6 km | 62 min    | 14 km/h                   |
| 5     | Wijnegem ↔ Linkeroever (P&R)                                 | 13,5 km | 39 min    | 21 km/h                   |
| 6     | Metropolis ↔ Olympiade                                       | 10,2 km | 34 min    | 18 km/h                   |
| 7     | Sint Pietersvliet ↔ Mortsel (Gemeenteplein)                  | 7,7 km  | 29 min    | 16 km/h                   |
| 8     | Astrid - Wommelgem P+R                                       | ? km    | ? min     | ? km/h                    |
| 9     | Linkeroever (P&R) ↔ Deurne (Eksterlaar)                      | 9 km    | 25 min    | 22 km/h                   |
| 10    | Melkmarkt ↔ Wijnegem                                         | 8,5 km  | 30 min    | 17 km/h                   |
| 11    | Melkmarkt ↔ Bahnhof Berchem                                  | 4,2 km  | 19 min    | 13 km/h                   |
| 12    | Sportpaleis ↔ Zuid                                           | 5,9 km  | 26 min    | 14 km/h                   |
| 15    | Linkeroever (P&R) ↔ Boechout (P+R Capenberg)                 | 13,9 km | 44 min    | 19 km/h                   |
| 24    | Hoboken (Schoonselhof) ↔ Deurne (Silsburg)                   | 12,3 km | 48 min    | 15 km/h                   |

Straßenbahnen mit schwarzem Linienhintergrund und gelben Buchstaben fahren zu einem der Depots. Betriebshöfe gibt es im Bezirk Luchtbal (Punt aan de Lijn) im Norden der Stadt und in Hoboken (Zwaantjes). Ein neuer Betriebshof wurde am 14. April 2012 in Deurne in der Nähe der Haltestelle Ertbrugge in Betrieb genommen.
Wendeschleifen gibt es an allen Endstellen sowie unter dem Sportpaleis (im Premetro-Tunnel), am Hauptbahnhof, am Koninklijkelaan in Berchem, am Leopoldplaats (Nationalbank), am Marnixplaats in Antwerpen-Süd, am Lambermontplaats (auch in Antwerpen Süd), am Südbahnhof (Montignystraat), an der Stenenbrug  (Turnhoutsebaan am Anfang der E313), in Berchem Groenenhoek (Borsbeekbrug) und am Groenplaats. Zurzeit gibt es auch noch Wendeschleifen an den ehemaligen Endstellen der Linie 5 (Wim Saerensplein) und der Linie 10 (Schotensteenweg).
Die Linien 2, 3, 5, 6, 9 und 15 verkehren durch den Premetro-Tunnel unter der Innenstadt und mit Ausnahme der Linien 2 und 6 auch durch den Tunnel unter der Schelde.

## Planungen
Alle genannten Projekte sind Teil der so genannten Brabo-Straßenbahnprojekte.

### Bereits umgesetzte Planungen
- Linie nach Wijnegem: Im Jahr 2009 begannen die vorbereitenden Arbeiten an der Turnhoutsebaan (Deurne), um die Linie 10 nach Wijnegem zu verlängern. Die Linie 5 sollte an der Kreuzung mit der Ruggeveldlaan angeschlossen werden. (Brabo I – am 14. April 2012 in Betrieb genommen)
- 2010–2012: Verlängerung der Linie 15 nach Boechout. (Brabo I – am 13. August 2012 in Betrieb genommen, Endstelle ist eine Wendeschleife an der Ostecke der Kreuzung des Liersesteenweg mit dem Borsbeeksesteenweg)[2][3]
- 2010–2012: Betriebshof Deurne (Anschluss an die Linie Deurne – Wijnegem) (Brabo I – am 14. April 2012 in Betrieb genommen)

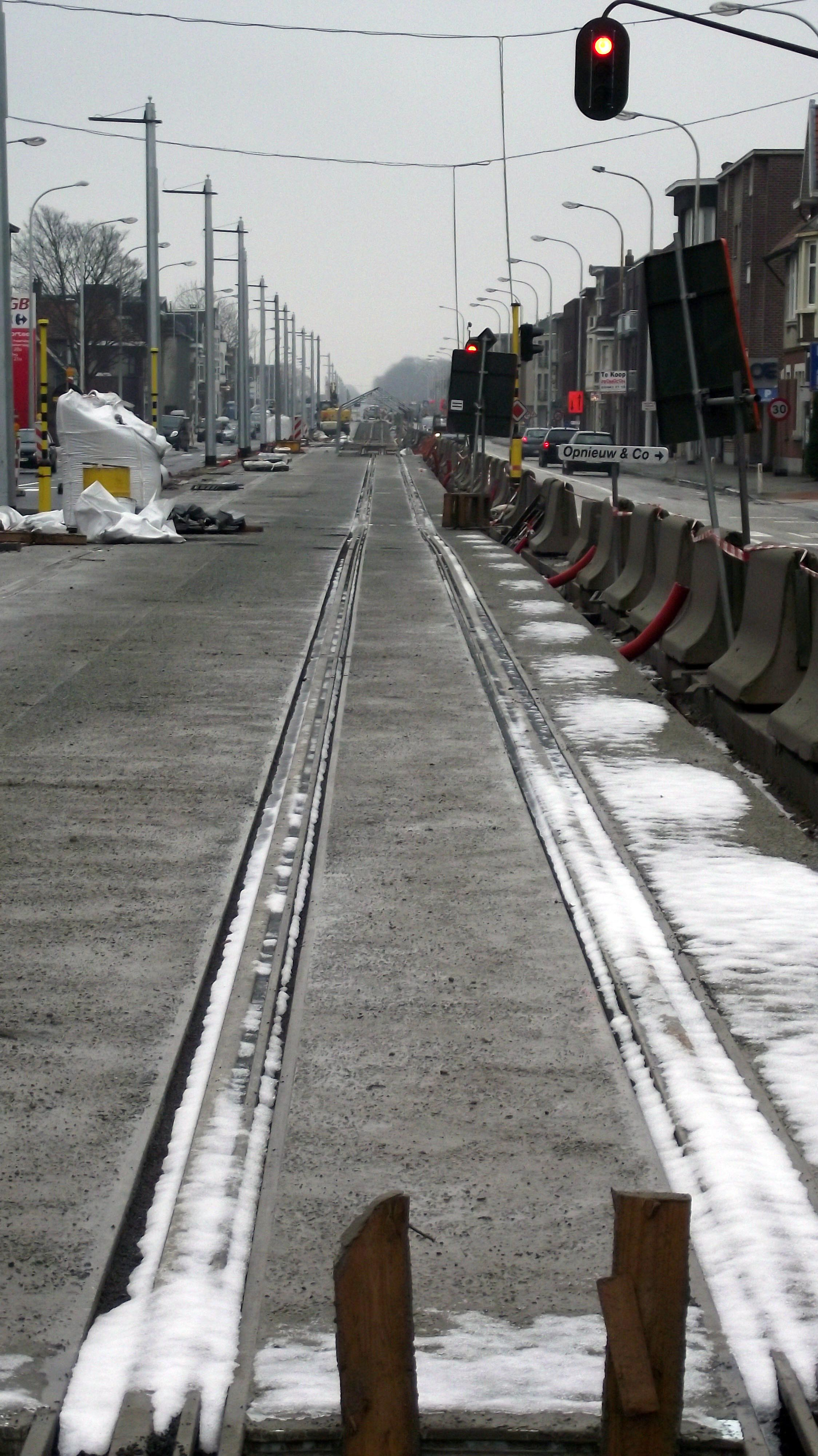
Verlängerung von Mortsel nach Boechout. Hier auf dem Liersesteenweg (Dez. 2010)
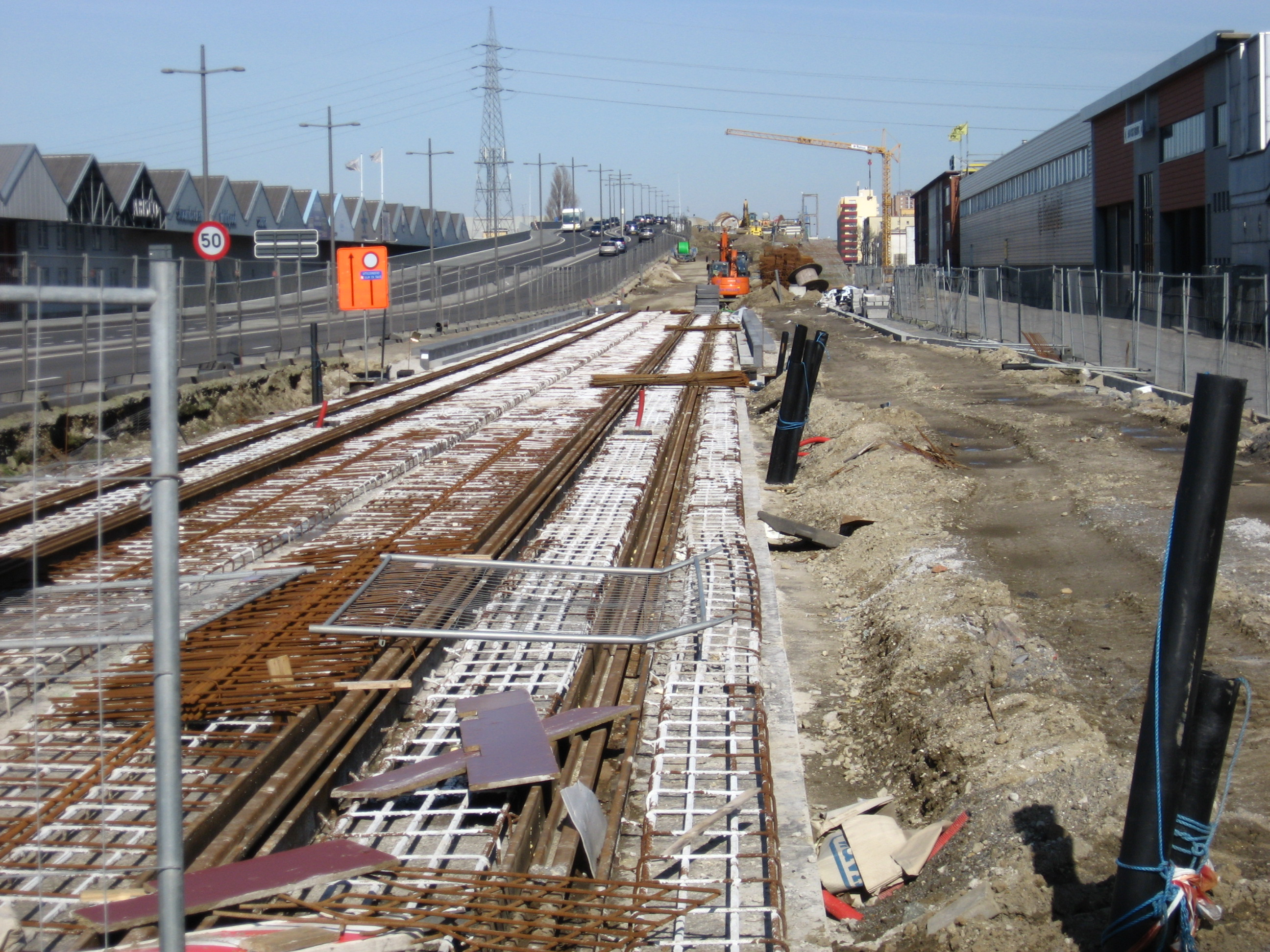
Gleise auf der Noorderlaan im Bau
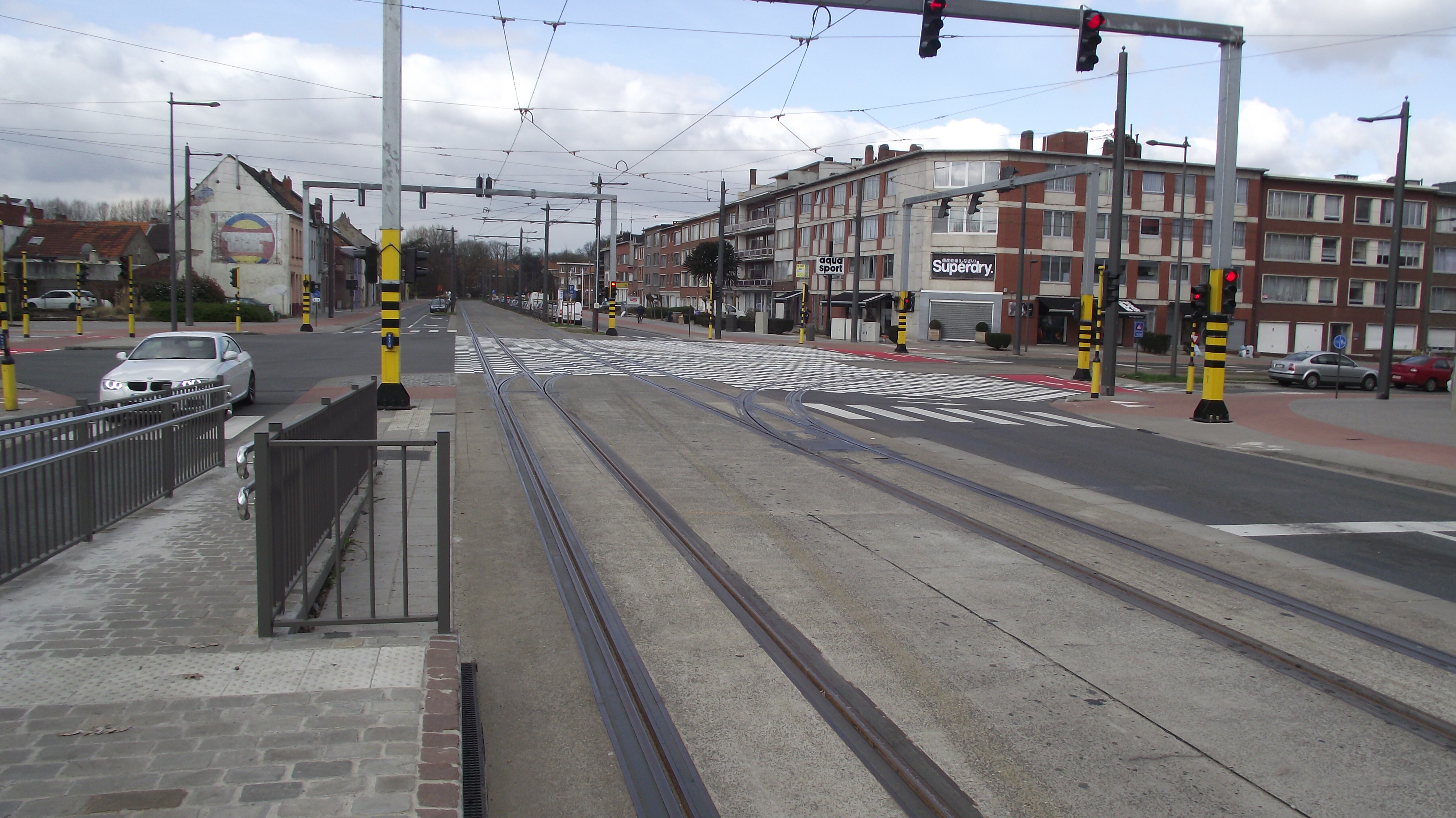
Das neue Gleisdreieck bei der Haltestelle Ruggeveld, wo die Linien 5 und 10 zusammenkommen
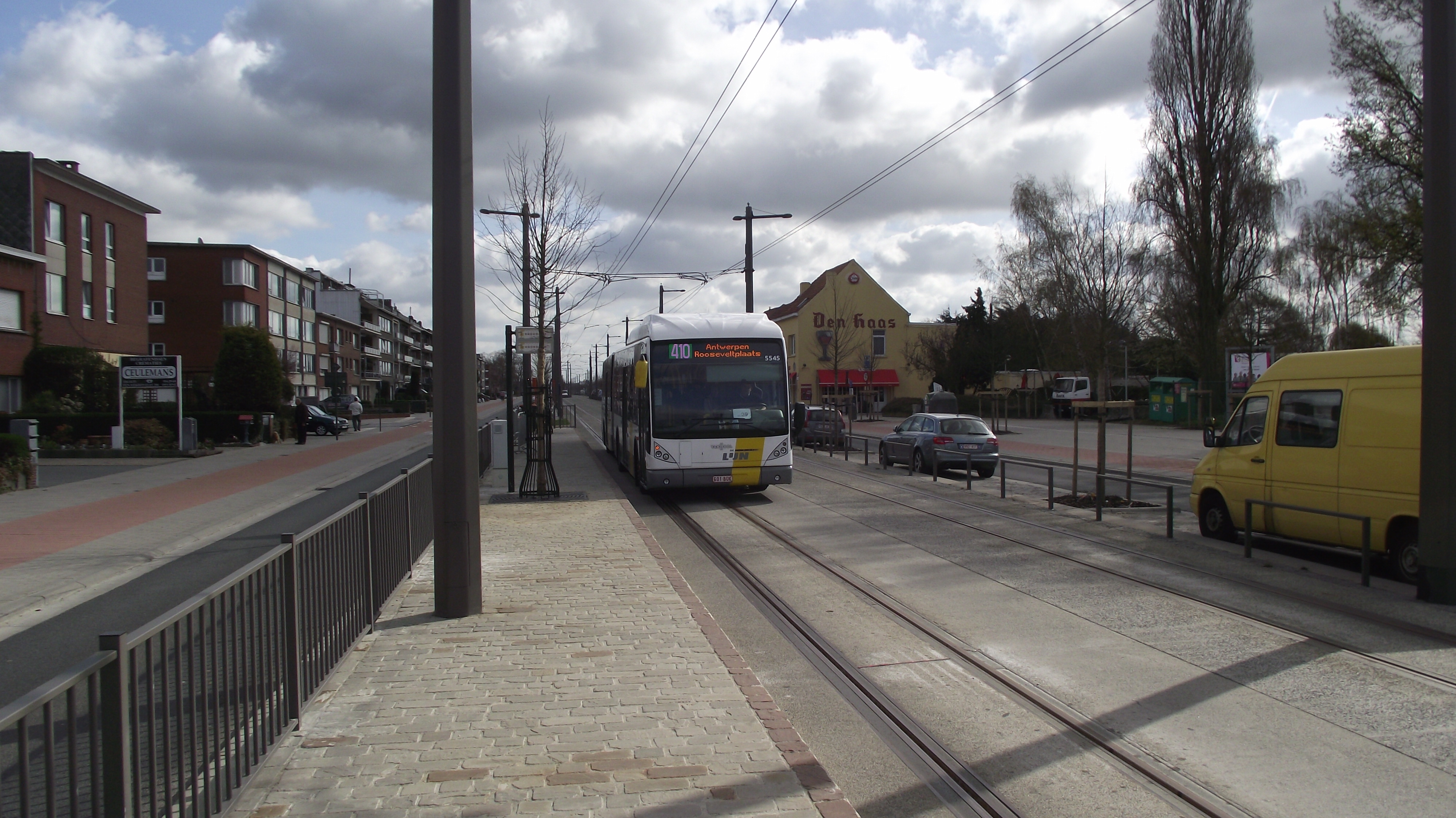
Neue Haltestelle Ruggeveld, vorläufig als Bushaltestelle genutzt
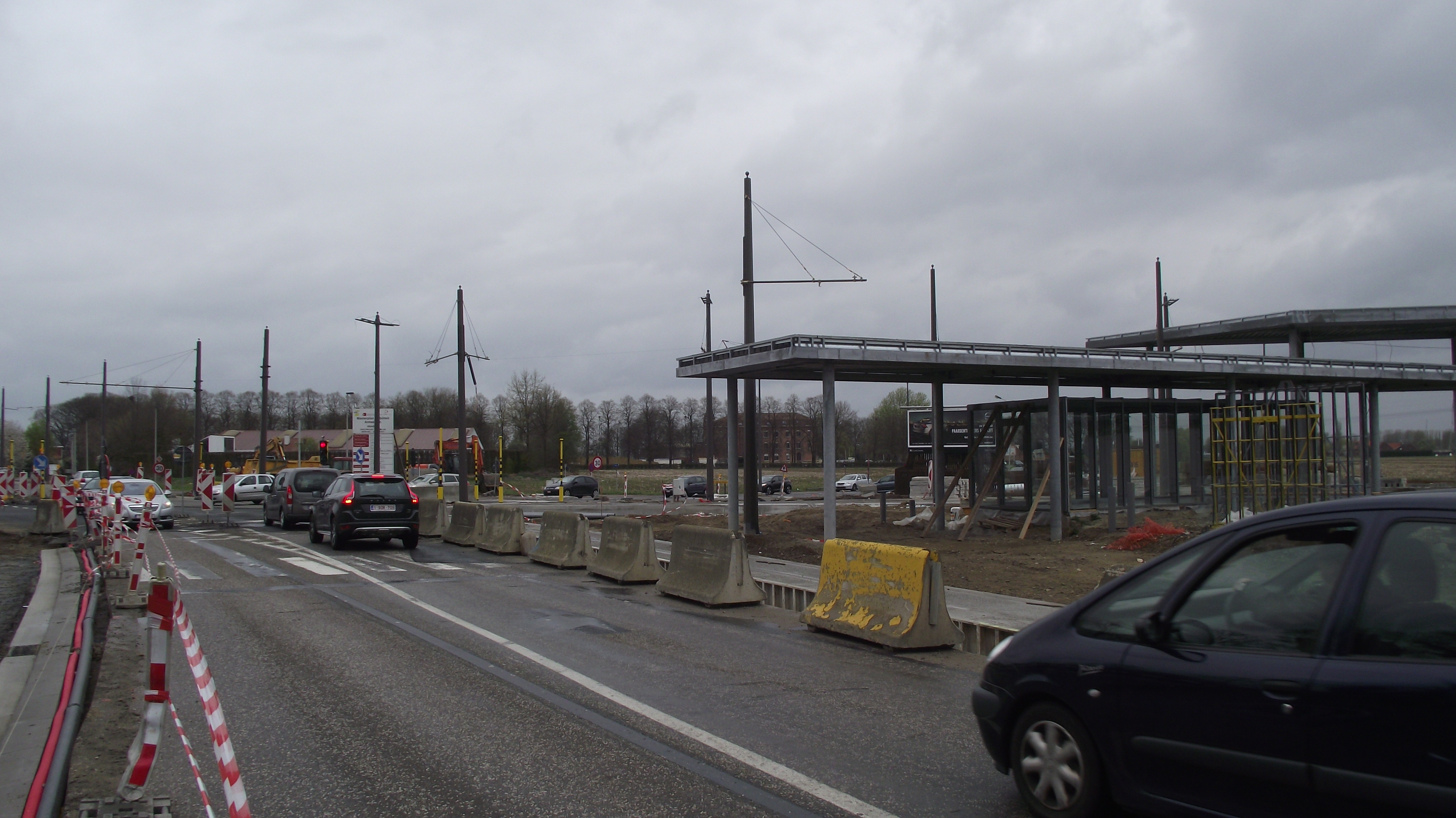
Neue Endschleife in Boechout

### Masterplan
Der Masterplan Verkehr sieht für Antwerpen neben einer Reihe von Investitionen in Straßen- und Wasserstraßenbau auch die Verlängerung und den Neubau von Straßenbahnstrecken vor:
- 2012–2015: Straßenbahnlinie zur Grenze Ekeren und Straßenbahn auf das Eilandje und in der Brusselstraat (zwischen Bolivarplaats und Südbahnhof). Ausführung im Projekt Brabo II.
- 2012–2015: Bau des Noorderleien, mit eigenem Gleiskörper. Ausführung im Projekt Brabo II.
- 2013–2014: Strecke nach Beveren.[4] Die Ausführung wird mit dem Bau der N 70 kombiniert.
- 2013–2014: Fertigstellung der gesamten Strecke Sint-Pietersvliet ↔ Havenhuis, so dass die Mitarbeiter des gerade fertiggestellten havenhuis mit der Bahn zur Arbeit fahren können.
- Nach 2015: Verlängerung der Linie 24 nach Hemiksem.
- Nach 2015: Verlängerung der Linie 15 nach Kontich.
- Nach 2015: Verlängerung der Linie 2 in den Norden von Linkeroever.
- Nach 2015: Weitere Verlängerung der Linien 5 und 10 zur Grenze Schilde.
- Nach 2015: Verlängerung der Linie 11 über Borsbeek nach Wommelgem.
- Nach 2015: Weitere Verlängerung der Linie 24 vom Schoonselhof nach Schelle.
- Nach 2015: Straßenbahnstrecke vom Bolivarplaats zum noch zu bauenden Stadtbezirk Nieuw-Zuid.
- Nach 2015: Verlängerung der Straßenbahnstrecke nach Ekeren weiter nach Leugenberg.

### Pegasusplan
Der Pegasusplan für die Zukunft des Öffentlichen Verkehrs in Flandern aus dem Jahr 2004 sieht für Antwerpen die Inbetriebnahme des ungenutzten Premetro-Tunnels unter der Turnhoutsebaan nach Borgerhout vor. Über eine Tunnelrampe auf der Herentalsebaan soll dieser Tunnel an die heutige Strecke der Linie 24 angeschlossen werden. Die neue Linie würde dann von der heutigen Endstelle Silsburg zum Kreisverkehr und P+R-Platz Wommelgem verlängert werden. Die oberirdische Straßenbahnstrecke auf der Turnhoutsebaan soll jedoch beibehalten werden, da in diesem Plan nur die Eröffnung der einen Tunnelhaltestelle Zegel vorgesehen ist. Dadurch wird die neue unterirdische Verbindung zu einer Premetrolinie. Die Linie 10 soll vorläufig vollständig oberirdisch bleiben.

## Fahrzeuge

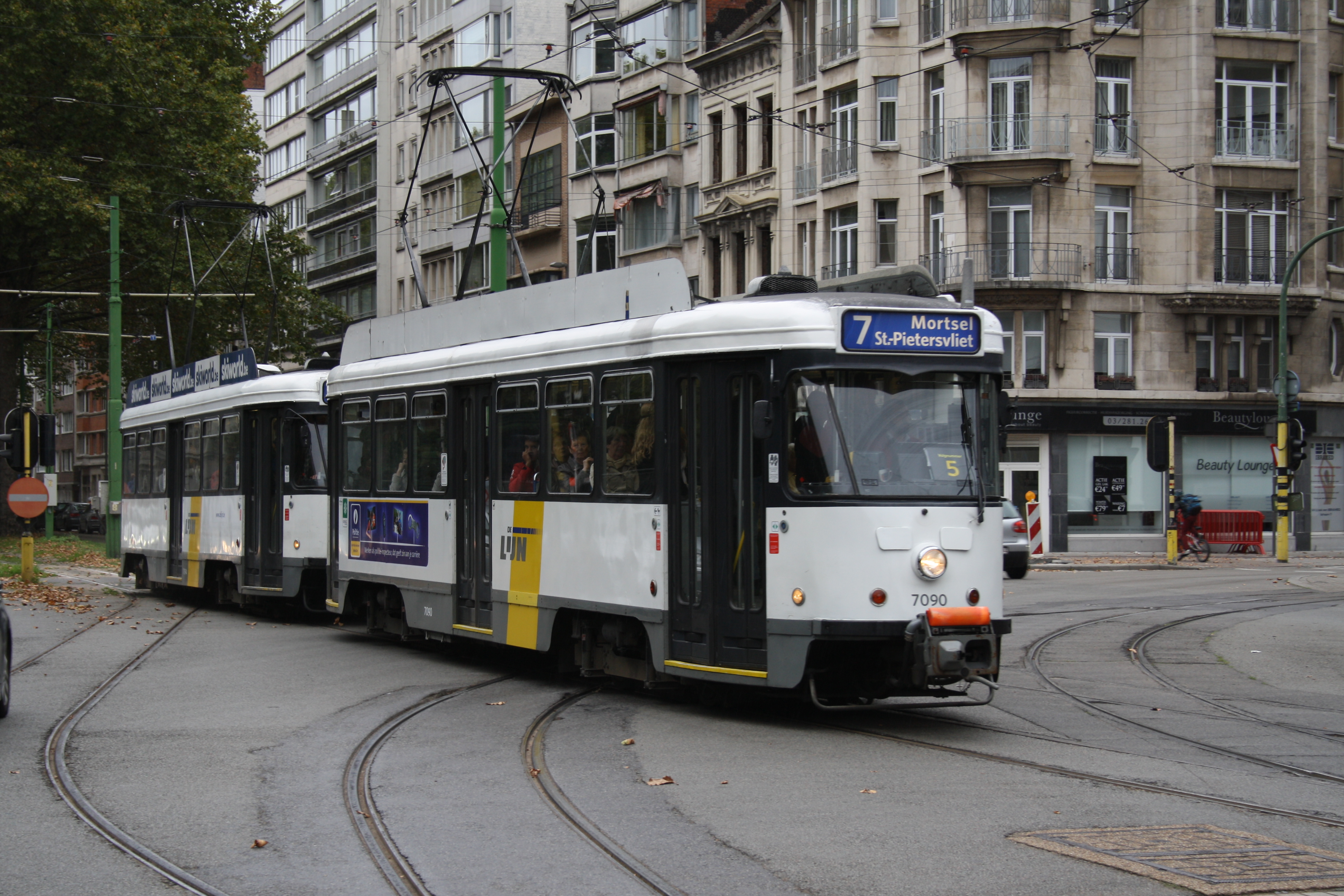
PCC-Wagen in Doppeltraktion am Harmoniepark

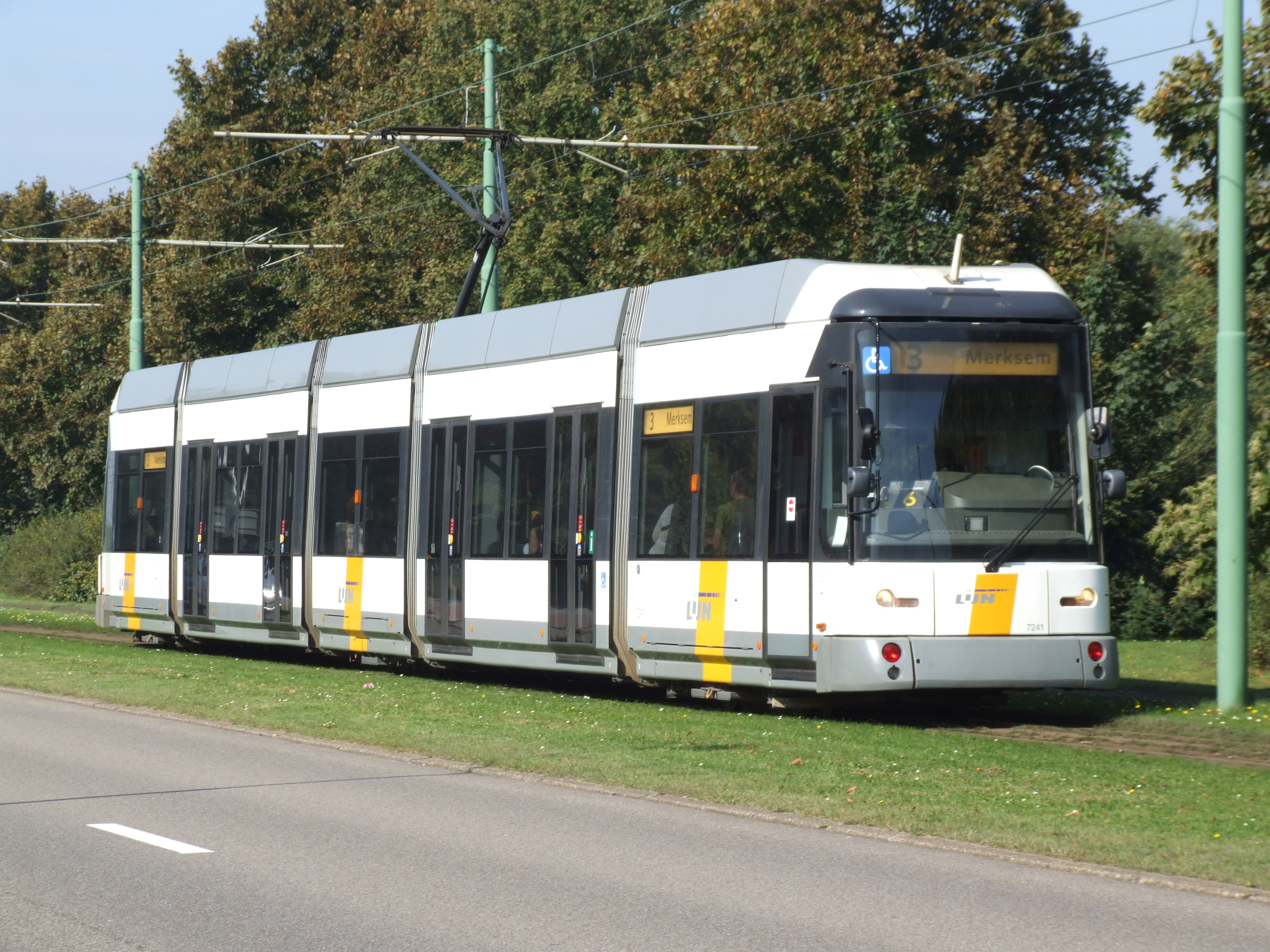
Niederflurwagen des Typs HermeLijn

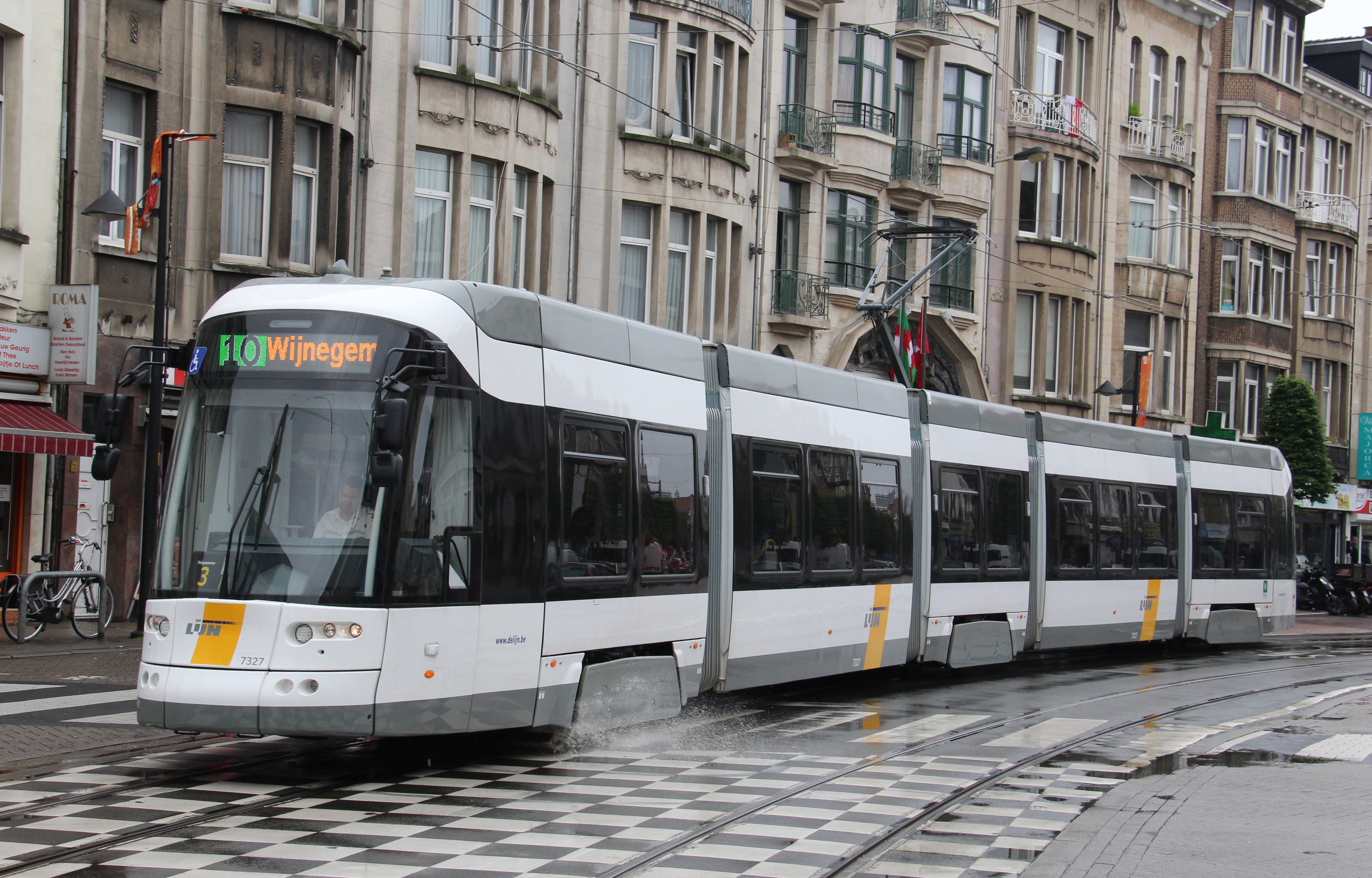
Bombardier Flexity 2, genannt „Albatros“

Die Spurweite des Antwerpener Straßenbahnnetzes beträgt 1000 Millimeter (Meterspur) und die Fahrspannung 600 Volt. Das Netz ist für Einrichtungswagen ausgelegt: Es gibt keine Überleitstellen und auf den Tunnelstrecken keine Signale am Gegengleis. Bis zur Einführung der PCC-Wagen in den 1960er Jahren erfolgte die Stromzuführung über Rollenstromabnehmer. Danach wurde auf Scheren-Stromabnehmer umgestellt.
Zwischen 1960 und 1974 beschaffte die MIVA 165 vierachsige PCC-Wagen (verteilt über 5 Bestellungen) bei La Brugeoise et Nivelles (BN) in Brugge und bei ACEC in Charleroi. Ein Großteil dieser Bahnen wurde in den 1990er Jahren bei der Einführung der Hermelijn-Bahnen erneuert, um sie für den Einsatz auf Tunnelstrecken kompatibel zu machen. Dabei wurden neue Türen, ein Kupplungssystem, neue Sitze und eine Chopper-Steuerung eingebaut. Diese Wagen sollen noch geraume Zeit eingesetzt werden. Von der ältesten PCC-Serie wurden 20 verschrottet. Der allererste Wagen steht betriebsfähig im Vlaams Tram- en Autobusmuseum im Stadtteil Berchem. Die modernisierten PCC-Wagen verkehren auf der Linie 24 immer in Doppeltraktion und gelegentlich auch auf den Linien 2, 4, 6, 7, 8, 10 und 11.
Im November 2009 waren 229 Triebwagen im Einsatz, davon 155 PCC-Wagen und 74 HermeLijn-Wagen, die vor allem auf den Linien 2, 3, 5, 8, 11 und 15 eingesetzt werden. Diese Niederflurbahnen, die weitgehend baugleich mit den in Dresden eingesetzten Gelenktriebwagen NGT6DD sind, wurden seit 1999 von Bombardier im Werk Bautzen hergestellt. Auf den Linien 3, 5 und 15 verkehrt die neueste HermeLijn-Generation, die mit Hublift für Rollstuhlfahrer und automatischer Haltestellenansage ausgerüstet ist.
Ende 2011 wurden noch 13 Hermelijn-Bahnen geliefert, damit wurde die letzte Option aus dem Liefervertrag eingelöst. Inzwischen gibt es Pläne für eine weitere Erneuerung und Erweiterung des Fahrzeugparks. Es werden Bombardier Flexity 2 beschafft, da der Typ HermeLijn nicht mehr produziert wird.
So kamen zwischen Juni 2015 und April 2018 insgesamt 62 Garnituren der als Albatros bezeichneten Fahrzeuge nach Antwerpen. Sie erhielten die Nummern 7301–7362. Dabei handelt es sich um 24 lange (7-teilig und 43 m lang) und 38 kurze (fünfteilig und 31,8 m lang) Straßenbahnen. Neben dem Flexity 2 waren auch Urbos 3 von CAF, Avenio M von Siemens und Tango von Stadler angeboten worden.
Die nächste Bestellung ging 2017 verbindlich an den Hersteller CAF, nachdem Einsprüche des unterlegenen Bieters Bombardier vom Staatsrat zurückgewiesen wurden. Von 146 bestellten Fahrzeugen des Typs Urbos 100 sind 66 für Antwerpen bestimmt. Das erste Fahrzeug traf im November 2021 in Antwerpen ein. Sie erhalten die Nummern 7401 ff und waren im Sommer 2022 noch nicht im Linieneinsatz.
Früher setzte De Lijn ferner in der Sommersaison Wagen zur Kusttram um, um der Nachfrage dort gerecht zu werden.

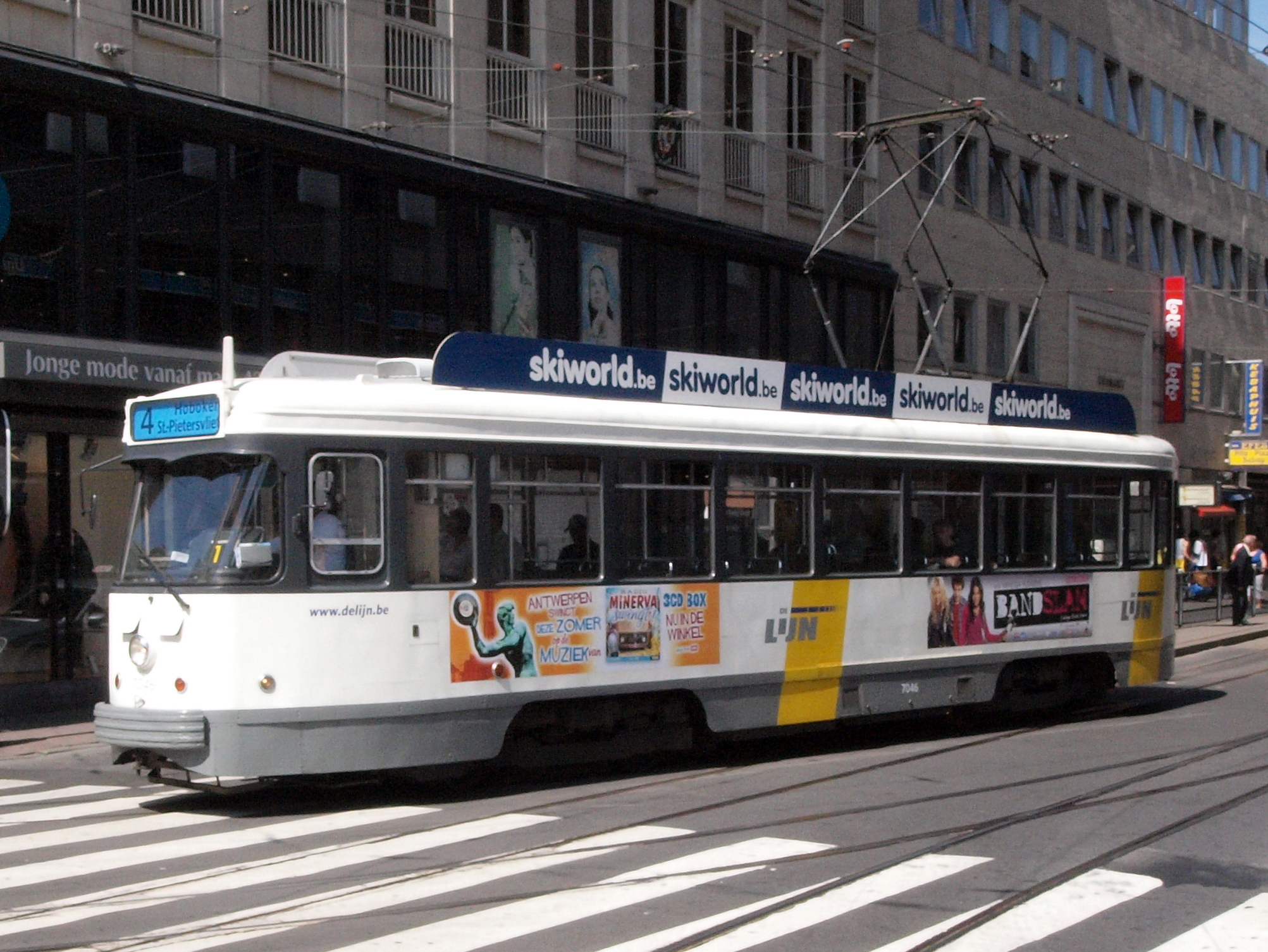
PCC-Wagen im Stadtzentrum
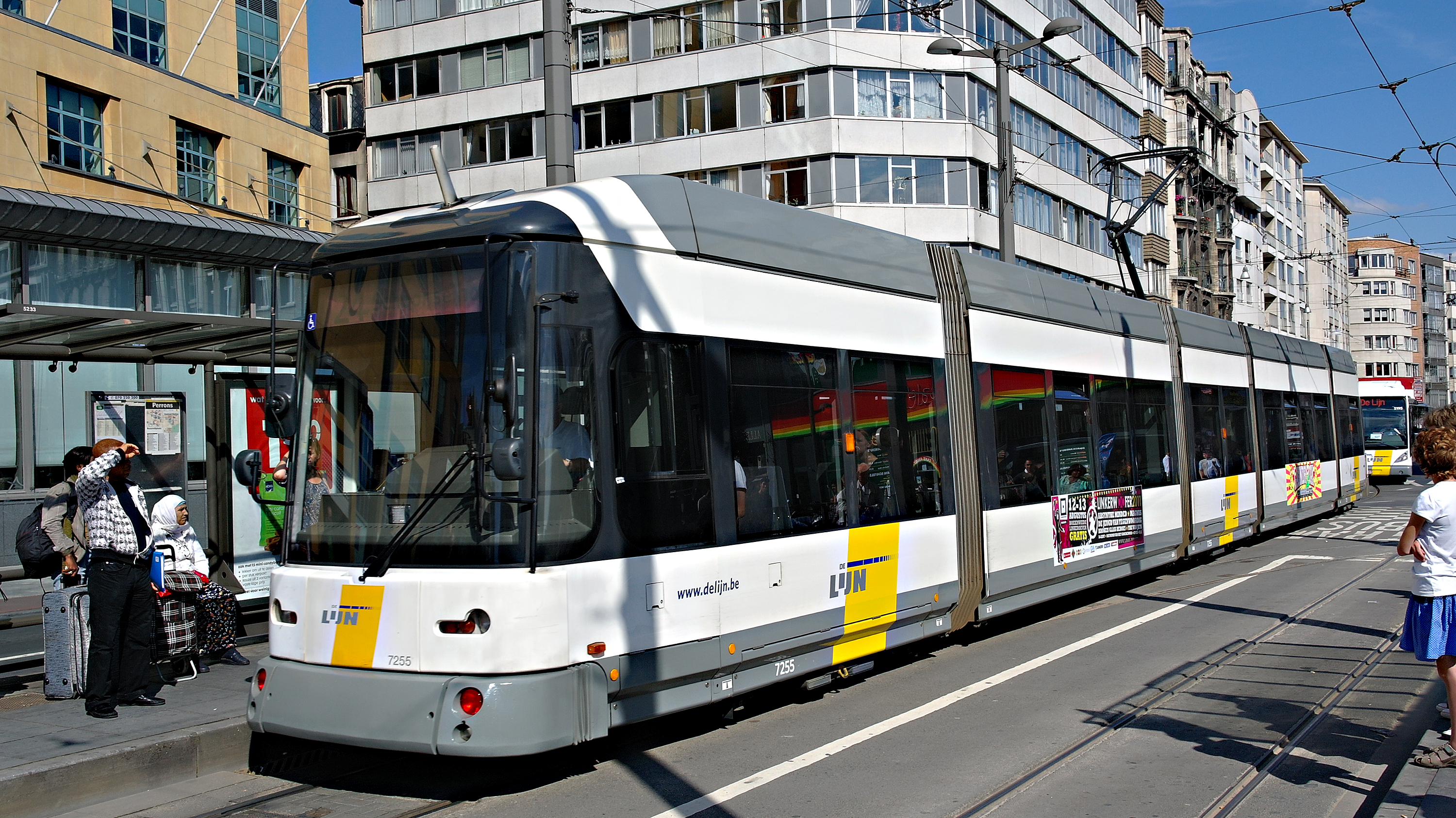
Niederflurbahn des Typs HermeLijn im Stadtzentrum
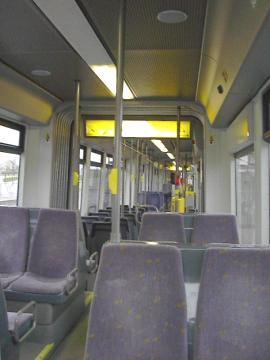
Innenansicht einer HermeLijn-Bahn
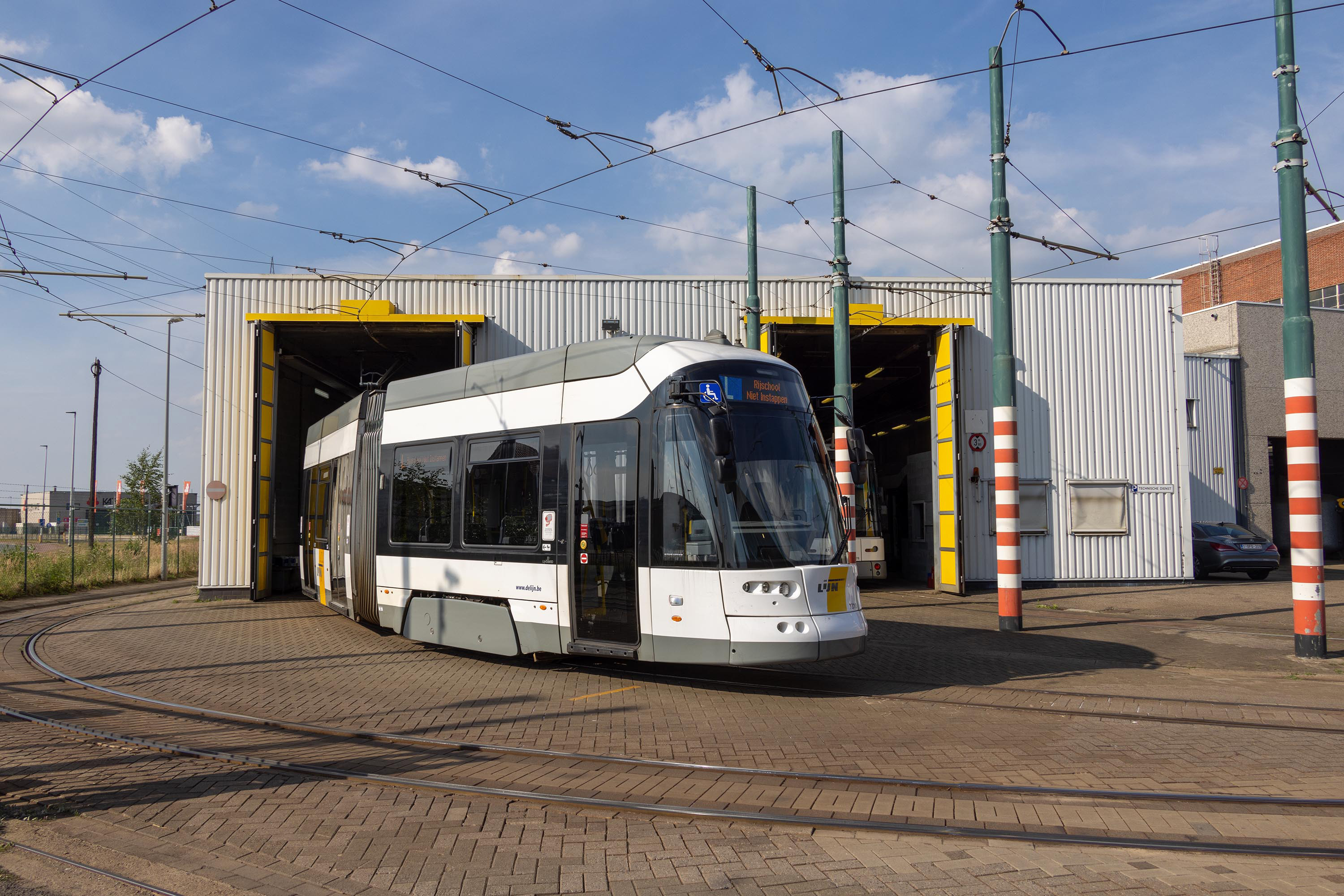
Albatros Straßenbahn in Antwerpen im Betriebsbahnhof